# Laserterapia de baixa potência

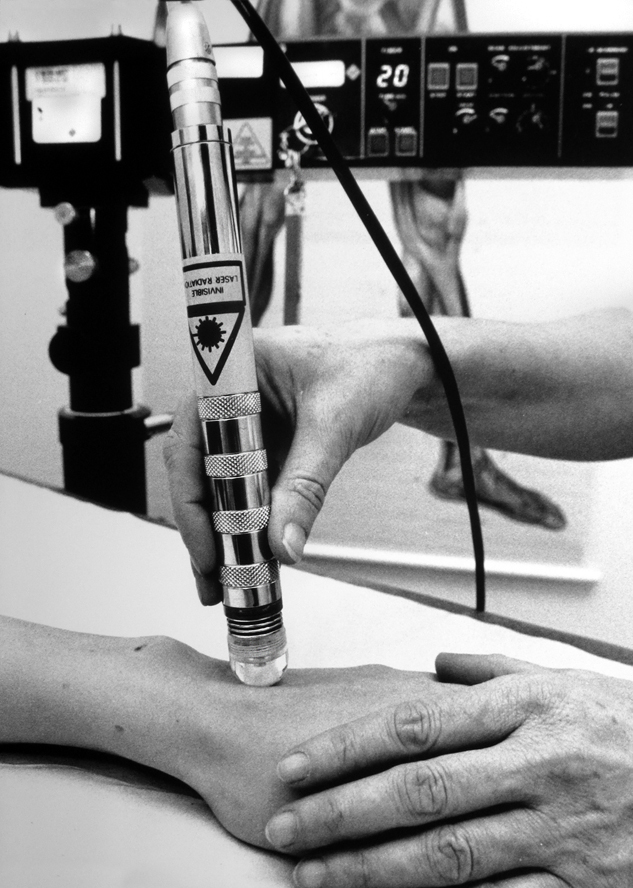
Laserterapia de baixa potência

A laserterapia de baixa potência se refere a um antigo termo, atualmente a denominação se dá por laserterapia de baixa intensidade que tem como função irradiar células e ativar alguns componentes, resultando em reações bioquímicas que podem alterar completamente o metabolismo celular. A palavra laser vem do inglês, Light Amplification by Stimulated Emission of Radiation, que traduzindo para o português significa, Amplificação da Luz por Emissão Estimulada de Radiação.
O laser é uma excepcional fonte de radiação, capaz de produzir, em bandas espectrais extremamente finas, campos eletromagnéticos intensos e coerentes que se estendem do infravermelho ao ultravioleta.
Suas particularidades físicas se dão por ser uma luz coerente, monocromática e com colimação. Particularidades essas que quando em contato com o tecido biológico, ocasionam quatro fenômenos físicos, a absorção, a reflexão o espalhamento e a transmissão, sendo que quanto maior a absorção, reflexão e espalhamento, menor a transmissão para os tecidos mais profundos. Essa interação da terapia a laser de baixa intensidade (TLBI) com o tecido, depende do comprimento de onda utilizado e da consequente composição do tecido alvo. 

## História
No final da década de 1960, o médico e professor húngaro Endre Mester, membro da Universidade de  Semmelweis em Budapeste na Hungria, observou um efeito facilitador na cicatrização de feridas e úlceras abertas, mediante a estimulação da reparação tecidual, quando empregava um Laser de rubi operando em baixa intensidade.  Mais especificamente, ao aplicar laser nas costas raspadas de ratos, ele notou que o cabelo cresceu de volta mais rapidamente no grupo tratado em relação o grupo não tratado.
Somente na década de 1990 presenciamos o reconhecimento científico desse tipo de Laser por conta de trabalhos mais fundamentados de Tina Karu, professora da academia Russa em Moscou, que decifrou as respostas celulares com metodologia mais acuradas. Embora ainda não haja um consenso quanto à dosimetria exata a ser administrada em cada caso, o emprego dessa terapia vem ocupando cada vez mais espaço no arsenal terapêutico das mais variadas profissões da área de saúde. A laserterapia, por meio do efeito de biomodulação, permite atuar sobre o processo inflamatório, cicatricial, álgico e imunológico.

## Mecanismo de ação
A ação básica dessa irradiação no tecido biológico é aumentar a atividade sistêmica, ou seja, ao se difundir no interior do tecido biológico, ocorrerá a degranulação de mastócitos no caso de lasers com comprimento de onda na faixa do vermelho, ou a paralisação dos esfíncters pré-capilares com lasers na faixa do infravermelho, promovendo em ambas as situações, o aumento da microcirculação local. Os citrocomos presentes nas células, absorvem essa luz monocromática, aumentando a atividade das mitocôndrias. Naturalmente esse fato aumenta a atividade celular, ocasionando os efeitos desejados de acordo com a dose empregada. 

## Pesquisas
A TLBI tem sido investigada e utilizada na prática clínica há aproximadamente 20 anos, sendo que os trabalhos iniciais foram realizados na Europa, no início da década de 70. O crescente interesse pelos efeitos do laser tem sido demonstrados pela significativa quantidade de publicações científicas positivas, por meio de experimentos controlados em animais e seres humanos.
Seus maiores campos de pesquisa atualmente se encontram no controle a processos inflamatórios, algias, reparação tecidual e até mesmo melhora do desempenho muscular.  
Os profissionais que mais utilizam essa modalidade terapêutica são: fisioterapeutas, podologista, dentistas, médicos e médicos veterinários.

## Uso Clínico
Clinicamente os protocolos mais utilizados são:
Doses em Energia (Joules)
- 2 a 4J - Efeito antiálgico
- 1 a 3J - Efeito antiinflamatório
- 3 a 6J - Efeito regenerativo
- 1 a 3J - Efeito Circulatório

Fórmula básica para se conseguir a dose desejada:
ENERGIA (J)=POTÊNCIA(W) x TEMPO(s)
A preconização de doses e respectiva quantidade de pontos de aplicação, para as mais diversas situações clínicas, podem ser encontradas no site da Word Association for Laser Therapy (Associação Mundial de Laserterapia), pelo endereço  http://waltza.co.za/.